# Иллюзорный мір
«Иллюзорный мір» — третий номерной альбом группы «Крематорий».
Был записан в ноябре 1985 года на студии завода «Серп и молот», вышел в 1986 году.
«Иллюзорный мир» стал первым полноценным электрическим альбомом группы. После выхода альбома «Иллюзорный мир» приходит известность на всесоюзном уровне. Группу начинают приглашать на концерты в другие города.

## Список композиций
Все песни написаны Арменом Григоряном
1. Sky
2. Иллюзорный мир
3. Кокаин (Когда кончится ночь)
4. Африканский царь
5. Ты бежал за мной
6. Опус Х
7. Sexy Cat
8. Медуза Горгона
9. Себастия
10. Крылатые слоны
11. Танец «Альфонсо»
12. Наше время
13. Америка
14. Маленькая девочка
15. Круг сумасшедшей Анны

## Музыканты
- Армен Григорян — вокал, акустическая гитара, флейта, губная гармоника (5,10)
- Виктор Троегубов — вокал (9), бэк-вокал, губная гармоника (5,14,15), рояль (9)
- Михаил Россовский — скрипка
- Сергей Пушкарев — бас-гитара, рояль, электроорган «Юность»
- Александр Портнов — гитара (2,5,12,14)
- Евгений Хомяков — гитара (10)
- Александр Севастьянов — ударные